# Macase
Macase est un groupe de musique camerounais de « Bantou Groove », un alliage de jazz et Soul music, et de d'influences musicales africaines, créé à Yaoundé en 1996. Le groupe renouvelle ses membres dans les années 2010 et l'album Nouvelle écriture. Il est lauréat du prix découvertes RFI en 2001 et des Kora All Africa Music Awards en 2003.

## Historique
Le groupe Macase voit le jour à Yaoundé le 18 mai 1996 avec un groupe d'amis d'enfance,. En 1998, le groupe Macase, alors constitué de  Blick Bassy, Ruben Binam, Serge Maboma, Corry Denguemo, Roger Dubois Minka, Roddy Ekoa et Henry Paul Okala, enregistre son premier album intitulé Etam.
Le groupe va en tournée panafricaine et remporte plusieurs prix nationaux et internationaux dont celui de « Révélation de l'année » au Cameroon Awards, « Meilleur groupe camerounais » de la CRTV, puis le prix « Découvertes RFI » en 2001. En 2002, le groupe connait un certain succès lors d’un concert au New Morning à Paris avec Manu Dibango, qui les emmène en tournée au Canada. Le groupe effectue entre 2003 et 2004 une tournée de près de cent cinquante concerts. En 2003, il remporte le prix de « Meilleur groupe espoir de l'Afrique » aux Kora Awards en Afrique du Sud.
Le groupe Macase assiste au départ en 2005 de deux membres fondateurs Paul Henri Okala d'abord, puis Blick Bassy.
En 2010, le groupe sort un troisième album intitulé Fly Away. En 2011, Corry Denguemo et Ruben Binam Bikoi quittent le groupe. En 2012, Serge Maboma relance le groupe et recrute de nouveaux artistes parmi lesquels le batteur Roddy Ekoa, le guitariste Wilfried Etoundi, le pianiste Jules Tawembe, le percussionniste Abanda Petit Jean et les chanteuses Merveille Tsang'Mbe et Sandrine Nnanga. En 2013, Macase sort un nouvel album intitulé Nouvelle Écriture  avec son tout nouveau collectif de 7 membres parmi lesquels seulement 2 des membres fondateurs, à savoir Serge Maboma et Roddy Ekoa.
En juin 2017, Merveille Tsang'Mbe, l'une des chanteuses du groupe, meurt à la suite d'un accident de moto.
En février 2019, le groupe Macase fait un retour sur la scène avec une tournée intitulée After 23 Tour 2019, à laquelle participe Roddy Ekoa (batteur), Petit Jean Abanda (percussionniste), Jules Tawmbe (pianiste), Serges Maboma (bassiste), Roger Minka Dubois (guitariste) et au chant, Sandrine Nnanga et Anthony Mbakop.
En octobre 2019, le collectif lance le projet Bourdi (qui signifie balai en foufouldé) pour la promotion des musiques et rythmes locaux.

## Discographie
- 1999 : Etam
- 2002 : Doulou
- 2010 : Fly Away
- 2013 : Nouvelle Écriture

## Prix et Récompenses
- 1999 : Révélation au Cameroon Music Awards ;
- 1999 : Meilleur groupe du Cameroun par la CRTV ;
- 2001 : Prix découvertes RFI Musiques du monde ;
- 2003 : Prix Ciciba lors du Festival panafricain de musique (Fespam) en République du Congo ;
- 2003 : Meilleur groupe espoir de l’Afrique aux Kora Awards en Afrique du Sud.